# MKUltra

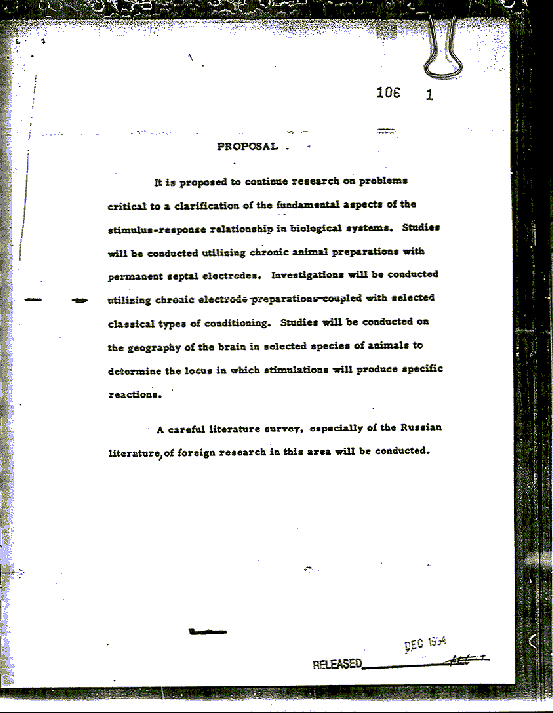
Tài liệu MKUltra đã được giải mật

Dự án MKUltra (hay MK-Ultra) là tên mã của một chương trình thí nghiệm bất hợp pháp trên người do Cục Tình báo Trung ương Hoa Kỳ (CIA) thiết kế và thực hiện. Các thí nghiệm nhằm phát triển các quy trình và xác định các loại thuốc như LSD có thể được sử dụng trong các cuộc thẩm vấn để làm suy yếu các cá nhân và buộc phải thú nhận thông qua tẩy não và tra tấn tâm lý. MKUltra đã sử dụng nhiều phương pháp để thao túng trạng thái tinh thần và chức năng não của đối tượng, chẳng hạn như ngầm sử dụng liều cao chất hướng thần (đặc biệt là LSD) và các hóa chất khác, sốc điện, thôi miên, tước đoạt cảm giác, cô lập và lạm dụng bằng lời nói và tình dục, ngoài các hình thức tra tấn khác.
MKUltra được thực hiện sau hai thí nghiệm liên quan đến thuốc là Dự án Bluebird và Dự án Artichoke. Nó được bắt đầu vào năm 1953, bị thu hẹp phạm vi vào năm 1964 và 1967, và tạm dừng vào năm 1973. Nó được tổ chức thông qua Văn phòng Trí tuệ khoa học của CIA và phối hợp với Phòng thí nghiệm Chiến tranh sinh học của quân đội Hoa Kỳ. Chương trình tham gia vào các hoạt động bất hợp pháp, bao gồm việc sử dụng công dân Hoa Kỳ và Canada làm đối tượng thử nghiệm không có chủ ý.  Phạm vi của MKUltra rất rộng, với các hoạt động được thực hiện dưới vỏ bọc nghiên cứu tại hơn 80 cơ sở, bao gồm các trường cao đẳng và đại học, bệnh viện, nhà tù và các công ty dược phẩm. CIA điều khiển bằng cách sử dụng các tổ chức bình phong, mặc dù một số quan chức hàng đầu tại các cơ sở này nhận thức về sự dính líu đến CIA.
MKUltra lần đầu tiên được công chúng chú ý vào năm 1975 bởi Ủy ban Church của Quốc hội Hoa Kỳ và Hội đồng của tổng thống Hoa Kỳ về các hoạt động CIA tại Hoa Kỳ của Gerald Ford (còn được biết đến dưới tên Hội đồng Rockefeller). Các nỗ lực điều tra đã bị cản trở bởi lệnh của Giám đốc CIA Richard Helms là tiêu hủy tất cả các hồ sơ MKUltra vào năm 1973; các cuộc điều tra của Ủy ban Church và Hội đồng Rockefeller dựa trên lời khai đã tuyên thệ của những người tham gia trực tiếp và một số lượng nhỏ tài liệu còn sót lại sau lệnh của Helms. Năm 1977, một yêu cầu của Đạo luật Tự do Thông tin đã phát hiện ra nơi lưu trữ 20.000 tài liệu liên quan đến MKUltra, dẫn đến các cuộc điều trần tại Thượng viện. Một số thông tin còn sót lại về MKUltra đã được giải mật vào tháng 7 năm 2001.

### Mục tiêu và lãnh đạo

Sidney Gottlieb, ngày 21 tháng 9 năm 1977

## Thí nghiệm trên người Canada

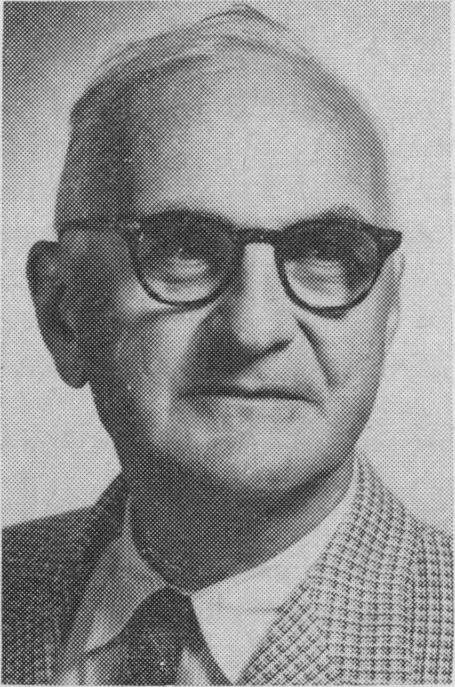
Donald Ewen Cameron Năm 1967

## Sự phát giác

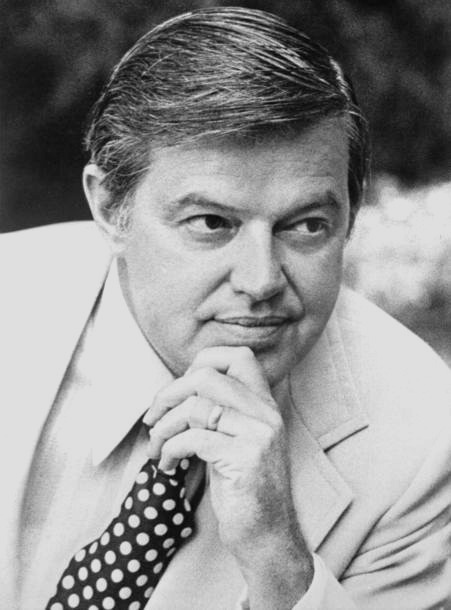
Frank Church đứng đầu Ủy ban Church, một cuộc điều tra về hoạt động của các cơ quan tình báo Hoa Kỳ.

## Bối cảnh

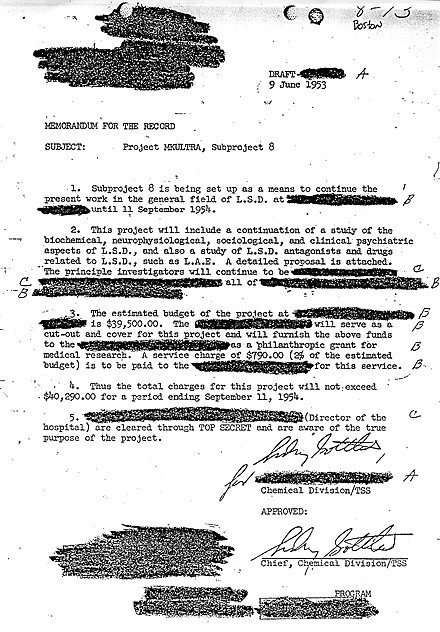
Sidney Gottlieb đã phê duyệt một dự án con của MKUltra về LSD trong bức thư ngày 9 tháng 6 năm 1953 này.